# ワイルド・スピードX3 TOKYO DRIFT
『ワイルド・スピードX3 TOKYO DRIFT』（原題: The Fast and the Furious: Tokyo Drift ）は、2006年のアメリカのカーアクション映画。主演：ルーカス・ブラック、監督：ジャスティン・リン、脚本：クリス・モーガン。『ワイルド・スピードX2』（2003年）の独立した続編で、『ワイルド・スピードシリーズ』の第3作。

## あらすじ
ショーン・ボズウェルは、アリゾナ州に暮らす、車だけが生きがいの高校生。下校時にシンディから愛車を褒められて話していると、彼女のボーイフレンドであるクレイがショーンに「おれの女に近づくな」と絡んできた。ショーンは相手にしないで去ろうとするが、大事にしていたシボレー・モンテカルロをクレイに傷づけられる。売られたケンカを買ったショーンは、建設中の住宅地内路上でレースを行い、勝利。同時に大事故も引き起こし、警察に補導された。これまでに2度も同様な騒ぎを起こしていたショーンは、母親に愛想を尽かされてしまう。行き場のないショーンを引き取ったのは、日本の米軍基地に勤務する軍人の父・ボズウェル大尉。ショーンは真面目に高校へ通うことを条件とし、来日した。
転校先では、仲良くなった同級生のトゥインキーに誘われ、その晩に街中の立体駐車場へ向かったショーン。多くの改造車が集まる場で、場内ではドリフト・バトルも連夜行われていた。そこにクラスメートのニーラが愛車で現れる。ショーンは話しかけるが、それを見た「D.K.（ドリフト・キング）」の異名を持つタカシが「おれの女に口聞くな」と凄む。今度はショーンがタカシを挑発し、場内をサーキットに見立てたレースで雌雄を決することとなる。ショーンはタカシの仲間・ハンから日産・シルビアを借りて挑むも、ドリフト走行というテクニックを知らないショーンの無謀な挑戦は惨敗に終わる。挙句にハンのクルマをボロボロに大破してしまった。
ボズウェル大尉は明け方に帰宅したショーンに「二度とレースをするな。さもないとこの家からも追い出す」と厳しく説教をする。一方ハンはショーンにシルビアの弁償という名目で借金の取り立てを始めさせる。タカシは背後にヤクザがいると周囲から恐れられていたが、ハンはタカシをただのチンピラとしか見ておらず、下克上を果たすという企てをしていた。そんなハンはショーンにドリフトの才能があると見抜き、この野望を達成するため、ドリフトテクニックを直々に教えていく。ハンはショーンを自らが経営するクラブやチューンアップ工場を惜しげもなく披露し、三菱・ランエボをドリフト練習のために無償で提供した。
ショーンは岸壁の倉庫街で走りこんでいくうちに、タカシの子分・モリモトと同じ立体駐車場でレースをし、勝つまでに腕を上げていた。ニーラとは車や運転だけでなく、「ガイジン」という同じ境遇からも惹かれ合う関係となり、ドライブデートをする間柄に進展。ショーンは父の家ではなく、ハンの経営するガレージに居付くようになる。だが、ニーラと長い付き合いがあり、自分の女と思っているタカシがこの交際を知ると、ショーンのところへ行き、有無を言わせず叩き伏せ、「二度とニーラに近づくな」と恫喝した。
ある日、タカシの叔父であり、ヤクザの組長・カマタは、タカシの事務所を訪れた。用件は、納められるはずの上納金が支払われていないことを詰問し、誰が着服しているかをやんわりと指摘した。カマタを畏怖するタカシは恐れおののき、涙流しながらひたすら謝罪。タカシから金の管理を任せられていたハンは、下克上の資金として上納金を着服していたのだった。メンツを潰され、裏切られたと知ったタカシは、怒り心頭でハンのガレージに乗り込む。
そこにはショーンとニーラが一緒にいたことや、ハンからも「おれがいなければ、おまえは喫茶店から小金を集めるしかなかった」と反論され、タカシは更に怒りをこみ上げ、ショーンたちの面前でハンを撃とうとする。が、トゥインキーの機転でハンたちは逃げる。ショーンとハンのクルマを追いかけるタカシとその子分。都心で過激かつ危険極まりないカーチェイスの末、ハンは愛車と共に炎上した。ショーンとニーラが乗る車も大破し、地下鉄で逃げるふたり。タカシはショーンの自宅まで追いかけてきた。拳銃を突き付けられるショーン。間一髪のところでボズウェル大尉が現れ、ニーラがタカシと一緒に行くことで何事もなく終わる。ショーンは父に叱責されてアメリカに送り返されそうになるが、自分の手で始末をつけたいと言い張るショーンに、息子の成長を見た父はいましばらくの猶予を与える。
カマタに会いに行くというショーンにトゥインキーは大反対し、街を出ようと説得するが、ショーンの意志が固いと見るや、ハンから預かっていた上納金を渡す。ショーンは単身でカマタに会いに行き、着服金を返却し、ハンに代わって陳謝したが、「街に迷惑をかけた自身とタカシでレースを行い、負けた方が街を去る」ということも併せて願い出る。カマタは甥のタカシにもこの騒動の責任があると考え、ショーンの願いを鷹揚に頷いた。
ショーンは父の整備していたフォード・マスタングに、ハンから借りて壊したままのシルビアに搭載されていたエンジンを載せ替え、レース会場となる峠道を走り込み、セッティングを重ねる日々に追われる。そこはタカシだけが走破することが出来たと言われる峠道であった。深夜にレースが行われることになり、駐車場に集まるいつものギャラリーも観戦に現れ、レースがスタート。激しいバトルの末、ショーンはタカシに勝利した。レースの一部始終に立ち会っていたカマタは、ショーンらに威風堂々と「おまえたちは自由だ」と確言し、彼らを許し、去っていく。そしてタカシは追放され、ショーンは二代目D.Kを襲名し、ヒーローとなった。
月日が経ち、いつもの立体駐車場にたむろしていたショーンたちは、ハンの親友を名乗る新たな挑戦者と出会う。彼はアメリカで名を馳せた走り屋のドミニク・トレットであり、彼とのドリフト・バトルが始まったところで物語は幕を閉じる。

## 登場人物
ショーン・ボズウェル
本作の主人公。路上のカーレースにのめりこんでいる高校生。法規に反するドライビングでこれまでに2度捕まり、そのたびに州外へ引っ越してきた。今回の3度目で母親は限界を感じ、このままでは少年院行きが確定していたこともあり、日本にいる父親、別れた前夫に悪童を引き取ってもらうよう、手配していた。
日本へ追いやられ、父から「通学は直行直帰。車には近づかない」をルールとして約束させられるも、転校先で知り合ったトゥインキーに誘われ、夜の立体駐車場で開催されるストリートレース会場を訪れる。そこで、ドリフト走行というドライビングテクニックと、タカシというドリフトキング、D.K.の存在を知る。タカシとのレースで惨敗してしまい、父からも家を出て行けと通告されるが、ストリートレースの情熱は捨てきれず、敵と思っていたハンに才能を見出され、ドリフトの技を磨き、モリモトを破るまでにドリフトの腕前を上げる。
母国にいたころはイジメを受けている同級生に遭遇しても助けず、人と距離を置く冷めた面があった。日本に移住してからは、出会った仲間たちに触発され、モリモトにフルボッコされていたトゥインキーを助けに入り、恩人のハンが愛車と共に炎上した時は、原因となったタカシを容赦なく殴打するなど、熱い一面を持つように変わっていった。
頼りにしていたハンを失い、がけっぷちに追い込まれるも、父や仲間の支えや、ヤクザの大ボスであるカマタの元へ単身乗り込み、自ら窮地を切り開いていく。そしてタカシとの再戦では激闘の末、勝利し、二代目D.K.となる。
トゥインキー
ショーンが通う高校の同級生。社交的で機転が利く。自ら仕入れたグッズを売り歩き、パーツやチューニングの資金を稼いでいる。フットサルが上手い。ショーンが来日して、一番初めに友人となった。ショーン同様、女好きでクルマ好き。
学食でショーンに自分が仕入れたノートPC、ガラケー、MJのバッシュを売り込むが、ショーンはトゥインキーが持っていたスパルコ製のステアリング・ホイールのみに反応。同じ匂いを感じ取ったトゥインキーは、ショーンをメンバーしか入れない改造車の集会に連れていった。ショーンがドリフト練習のために必要とする資金を得るための支援もしている。
争いごとを好まない人柄で、D.K.タカシはヤクザがバックにいるので怖がっている。一方でトゥインキーが売ったiPodをモリモトが壊れたとイチャモンをつけられ、ケンカになったときには、止めに入ったショーンが自分のiPodを譲って仲裁したことに「おれが売った商品の質が悪いと認めるようなもんだ」とショーンの行為に怒っている。
ニーラ
本作のヒロイン。ショーンとは同じクラスであり、転校初日に教室に入ってきたショーンの存在にいち早く気づいた。
生粋の外国人だが、実は日本出身。母親も生粋の外国人で19歳の時にオーストラリアから来日。歌舞伎町のバーでホステスとして活動しNo.1にまで昇り詰めたが、ニーラが10歳の時に他界。タカシの祖母の家を経て、現在はタカシの叔父・カマタの下で育てられている。幼少期には、よく学校をサボって峠のカーレースを観に来ており、免許を取得してからは自身も愛車のRX-8でドリフトをする技術を持っている。「ガイジン」とみられる境遇に悩んでおり、同じ立場となったショーンと親しくなり、恋愛が芽生えてくる。
タカシ（D.K.）
都内のストリートレース界で頂点にいる「ドリフトキング（D.K）」の名を持つ走り屋。腕は確かで、狭い立体駐車場の中でドリフト走行を決めたり、断崖絶壁の峠道を走破したことがある。
ニーラとは幼い頃から付き合いがあるため、彼女に対して親愛感を持っている。
新参者のショーンは初めには気にしていなかったが、徐々に実力をつけている上にニーラと親しくなっていることに嫌悪感を露わにしていく。
叔父のカマタはヤクザ組織を率いる組長。タカシは正式な組員ではないが、叔父に上納金を収め、パチンコ店を取り仕切っている。そのため、叔父の力をバックにし、走り屋仲間から恐れられている。
ハン
ショーンの恩人・師匠となる男。常に何かしらのスナック菓子を口にしている。クラブと整備工場を営んでいる。タカシの右腕でタカシがのし上がってきた一番の貢献者だが、ショーンの出現により、タカシを倒そうと下剋上を狙うようになる。ショーンの才能に賭け、愛車を無償で提供し、ドリフトのノウハウも一から教えた。そんなハンにショーンは「クルマを壊すと知っていてなぜ貸す？」と訝し気の問いをしている。ハンは「信頼できる奴がほしい。金はあるし、人の本性は、付き合えばわかる。そいつを知るためなら、車を費やすことは取るに足りない」と返答している。
かつてはガソリン強奪や巨大金庫奪取などを行い、国際犯罪者として指名手配されていたが、どこか自堕落な生活を送っていた。
タカシから逃亡するカーチェイスにて、横から来た一般車両と衝突して横転、車に搭載していたNOSに引火したことによる爆発で死亡したとみられていたが、後に『EURO MISSION』のクレジット後のシーン及び『SKY MISSION』にて、実際はドミニクファミリーに恨みを持つデッカードによる仕業であった事が判明、さらに『ジェットブレイク』においてはMr.ノーバディの手引きにより生きていたことが判明している。
モリモト
タカシの子分の一人で、ショーンが通う高校の同級生。ショーンに対して見下した態度を取る。
気性が激しく、自分のiPodをトゥインキーが壊してしまった（もっとも、トゥインキーはモリモト自身が壊したと述べており実際のところは不明）ことに激怒して暴力を振るうが、ショーンが自分のiPodを譲ったことで怒りを収める。
中盤のドリフトレースでは実力をつけたショーンに敗れ悔しさを露わにし、カーチェイスシーンではショーンのランエボに体当たりを仕掛けるが、前方の一般車を避けるため、対向車線に飛び出してしまったことで一般車と正面衝突し、大惨事を引き起こす。その後の生死については語られていない。
ボズウェル大尉
ショーンの父。在日米軍軍人。階級は海軍大尉。母国で少年院に収監されかかった息子を別れた妻から引き取ってほしいと頼まれ、受け入れる。「車には近づくな」と再会の初っ端にショーンへ釘を刺すが、転校初日の深夜にD.K.とのバトルで朝帰りしたときは、約束を守れない息子を叱責し、家から追い出そうとする。ハンが炎上したカーチェイスの後にも元妻に電話しようとしたが、ショーンが自分自身の責任を自分で取る姿勢を見せると、かつての自分より真っ当であると理解し、タカシとの再戦時にはレストアしている旧いフォード・マスタングを渡した。日本人のガールフレンドがいる。
カマタ
ヤクザの組長で、タカシの叔父。悠揚迫らぬ風格を備える一方で、組織の掟を守れない者は、血のつながりがある身内でも容赦はしない非情な男でもある。仲間や走り屋たちにはいつも威張り散らしているタカシだが、カマタの前では借りてきた猫のようにおとなしくなり、泣き出すこともある。
タカシの収める上納金不足に気づき、甥のマネージメントに疑問を抱くようになる。ハンが着服していた上納金を、ショーンが持ってきて陳謝され、この時にショーンからタカシと決着をつけるためのレースをしたいと願い出られた。タカシにも責任があると考え、ショーンが勝利した暁には「ショーンとニーラの自由を認める」という条件でレース開催を承認する。
クレイ
アリゾナでショーンが通う高校で、アメフト部に所属する生徒。｢運動部、傲慢、裕福な家庭｣といった所謂典型的なジョック。ガールフレンドのシンディと親しげに話すショーンに嫉妬をしてケンカを売るが、ショーンにあしらわれたので逆ギレ。ショーンの愛車のリアガラスを野球ボールで割ったことから、レース対決に行きつくこととなる。愛車はダッジ・バイパー。
レース終盤でショーンのモンテカルロに体当たりを仕掛けるが、スピンして土管と正面衝突、エアバッグのおかげだが、それなりの怪我を負う。家が裕福で、初犯ということもあり、厳重注意で済む。
シンディ
クレイのガールフレンド。クレイのクルマの隣に止めていたショーンの愛車を褒め、ショーンに色目で話しかけたことがきっかけで、ショーンとクレイのストリートレースに発展。クレイの愛車に同乗していたので、クレイと同レベルの怪我を負う。
アール
ニーラの友人で、ショーンの仲間となる高校の同級生。チューニング専門担当。レイコとよく行動を共にし、嫌味を言ってはよく張り合っている。
第9作『ジェットブレイク』にて15年ぶりに再登場する。
レイコ
ニーラの友人で、ショーンの仲間となる高校の同級生。ドライバー兼チューニング担当。華奢な見た目とは裏腹に男勝りな性格でよくキレやすく、口調もやや毒舌気味。よくガムを噛んでいる。
ミス・ボズウェル（ショーンの母）
ショーンの度重なる事故勃発により、その都度、州外に引っ越しをさせられたことから、堪忍袋の緒が切れ、離婚した夫にショーンを引き取らせる。
社会福祉司
ショーンとクレイの事故調査担当者。ショーンの暴走が極めて悪質なことと3度目ということから、未成年でもショーンを刑務所に入れようとする。
ドミニク・トレット
ハンのファミリー。かつては国際犯罪者だったが、ハン同様罪は赦免され自由の身になった。ハンの死を聞きつけ、彼の遺品を引き取りに東京を訪れる。そこで新たなD.K.となったショーンの実力を見るため彼に挑戦する。
釣り人（土屋圭市）
ショーンが港でドリフトの練習をしていた際に釣りをしていた人物。ショーンがドリフトの練習を始めた際は「カウンターステアが遅いんだよなあ」と指摘していたが、段々と腕を上げドリフトが上達した際は「悪くないねえ」と遠くから褒めていた。

## キャスト
| 役名                               | 俳優                             | 日本語吹替 | 日本語吹替   |
| 役名                               | 俳優                             | ソフト版   | ザ・シネマ版 |
| ---------------------------------- | -------------------------------- | ---------- | ------------ |
| ショーン・ボズウェル               | ルーカス・ブラック               | 小西克幸   | 浪川大輔     |
| トゥインキー                       | バウ・ワウ                       | 大畑伸太郎 | 木村昴       |
| ニーラ                             | ナタリー・ケリー                 | 佐古真弓   |              |
| D.K.（タカシ）                     | ブライアン・ティー               | 最上嗣生   |              |
| ハン                               | サン・カン                       | 室園丈裕   | 川島得愛     |
| モリモト                           | レオナルド・ナム                 | 星野貴紀   |              |
| ボズウェル大尉（ショーンの父）     | ブライアン・グッドマン           | 菅生隆之   |              |
| カマタ組長                         | 千葉真一                         | 千葉真一   |              |
| クレイ                             | ザカリー・タイ・ブライアン       | 安齋龍太   |              |
| シンディ（クレイのガールフレンド） | ニッキ・グリフィン               | 川庄美雪   |              |
| アール                             | ジェイソン・トビン               | 山口登     | 下野紘       |
| レイコ                             | 北川景子                         |            |              |
| ミス・ボズウェル（ショーンの母）   | リンダ・ボイド                   | 金野恵子   |              |
| 社会福祉司                         | ヴィンセント・ラレスカ           |            |              |
| ボズウェル大尉の彼女               | 真木よう子                       |            |              |
| 数学教師                           | 柴田理恵                         |            |              |
| 麻雀を打つタカシの子分             | 波岡一喜                         |            |              |
| スターターのカウガール             | タナカ・アイコ                   |            |              |
| メインスターター                   | 妻夫木聡                         |            |              |
| オールデン                         | オールデン・レイ                 |            |              |
| 熊の刺青の男                       | 小錦八十吉                       |            |              |
| 釣り人♯1                           | 土屋圭市                         |            |              |
| 釣り人♯2                           | 和田倉和利                       |            |              |
| R33の女性♯1                        | ヴェレーナ・メイ                 |            |              |
| R33の女性♯2                        | マリ・ジャラミロ                 |            |              |
| 竹下通りのゴスロリ♯1(白)           | 中川翔子                         |            |              |
| 竹下通りのゴスロリ♯2(黒)           | 矢野未希子                       |            |              |
| 古文教師                           | こんどうえみこ（ノンクレジット） |            |              |
| カマタ組長の子分                   | 虎牙光揮                         |            |              |
| ドミニク・トレット                 | ヴィン・ディーゼル（カメオ出演） | 内田直哉   | 楠大典       |

- カメオ出演 - フェアレディZ、RX-7などの改造を手掛けたVeilside代表取締役社長・横幕宏尚が、パチンコ店内奥のシーンで出演。ピエール瀧はガソリンスタンドの店員役だが、本編ではカットされており、DVD/Blu-ray特典の未公開映像では収録されている。
- エキストラ　田所藍、小桜セレナ、澤田友美 他
- 吹き替えその他 - 近藤広務、駒谷昌男、白石充、東條加那子
- 翻訳 - 桜井裕子
- 劇場公開版 - DVD・BD収録

劇中では、浜崎あゆみが大型ビジョンならびに劇中に登場するR34型スカイラインGT-Rのナビゲーションシステムの映像として、中島美嘉、柴咲コウが渋谷の一角に掲げられた自身のCDのポスター写真として登場している。

## 日本側スタッフ
- 制作協力 - シネバザール
- ラインプロデューサー - 和田倉和利
- 制作担当 - 森徹、森賢正、岩谷浩
- 制作経理 - 根津奈都子
- 助監督 - 谷口正行、船橋哲男、山本透、市原大地
- スタントコーディネーター - 横山誠
- 操演 - 小林正巳
- 美術 - 花谷秀文
- 照明 - 和田雄二
- 装飾 - 赤塚佳仁
- 刺青 - 田中光司
- キャスティング - 杉野剛

セカンドユニット
- ラインプロデューサー - 石田基紀
- 助監督 - 児玉宜久
- 撮影 - 福本淳
- カースタントコーディネーター - 大友千秋
- カースタント - 野呂慎治、雨宮正信、佐藤裕、永田崇明、橋本充吾 ほか

## 劇中に登場する主な車両
幾つかの車文化を内包するカーアクション作品のため、多数の車両が登場するのもこのシリーズの見所である。
一般車両から激しく改造され、相当な車好きでなければ元が何なのかすらわからない車も多数登場するため（特にハンのVeilside RX-7、ハンのガレージのVeilSide NSX）、チューニングカーマニアは各シーンの細部まで目が離せない。いずれにせよ、持ち主の性格を表したものになっているのは確かである。
- Z33 フェアレディZ（2002年式）

- Veilside仕様（タカシの車。マットブラック塗装の上にグロスブラックのコガネムシのバイナルグラフィックス、ツインターボにNOSシステムを搭載し、460馬力を発生。ホイールはVeilside製ANDREW RACING Evolution Vを装着。
- トップシークレット仕様（金色のG-FORCEワイドボディの方はモリモトの車。またタカシの子分が搭乗するダークブルー／銀色の方も登場。いずれもホイールはRAYS製Volk Racing GT-Cを装着。これらのデザインはアートファクトリー・グラフィックスの「車道」シリーズの流れを汲んでいる）。
劇中ではモリモト仕様は中盤のカーチェイスの際に対向車線のレクサス・GSと正面衝突し大破、タカシ仕様はショーンとの最終決戦終盤にマスタングに体当たりを仕掛けるも避けられて崖から転落、横転大破した。
モリモト仕様のは実際に使用された個体が日本にいるという。
- S15 シルビア（2001年式）

- C-WEST仕様。ボディカラーは紺／橙。タカシとの立体駐車場でのバトルでハンがショーンに貸した車。通称「ドリフト界のモナリザ」。C-WESTエアロ装着、エンジンを2001年製のR34型GT-Rに搭載されていたRB26DETTに換装している。また、他にもいろいろ改造されているらしい。ホイールはRAYS製Volk Racing GT-7を装着。
ショーンの荒っぽい運転で大破寸前までになり、その後はハンのガレージに放置されたままだったため警察に差し押さえられずに済んだ。またエンジンも無傷であったことから後述よりマスタングに搭載された。
- BEHRMAN／WISE SQUAREのD1-GP SPEC PRO仕様。ボディカラーは銀色。ショーンの車で、ラストシーンにてドミニクとバトルをする時に使用した。入手経路、チューン内容は不明。

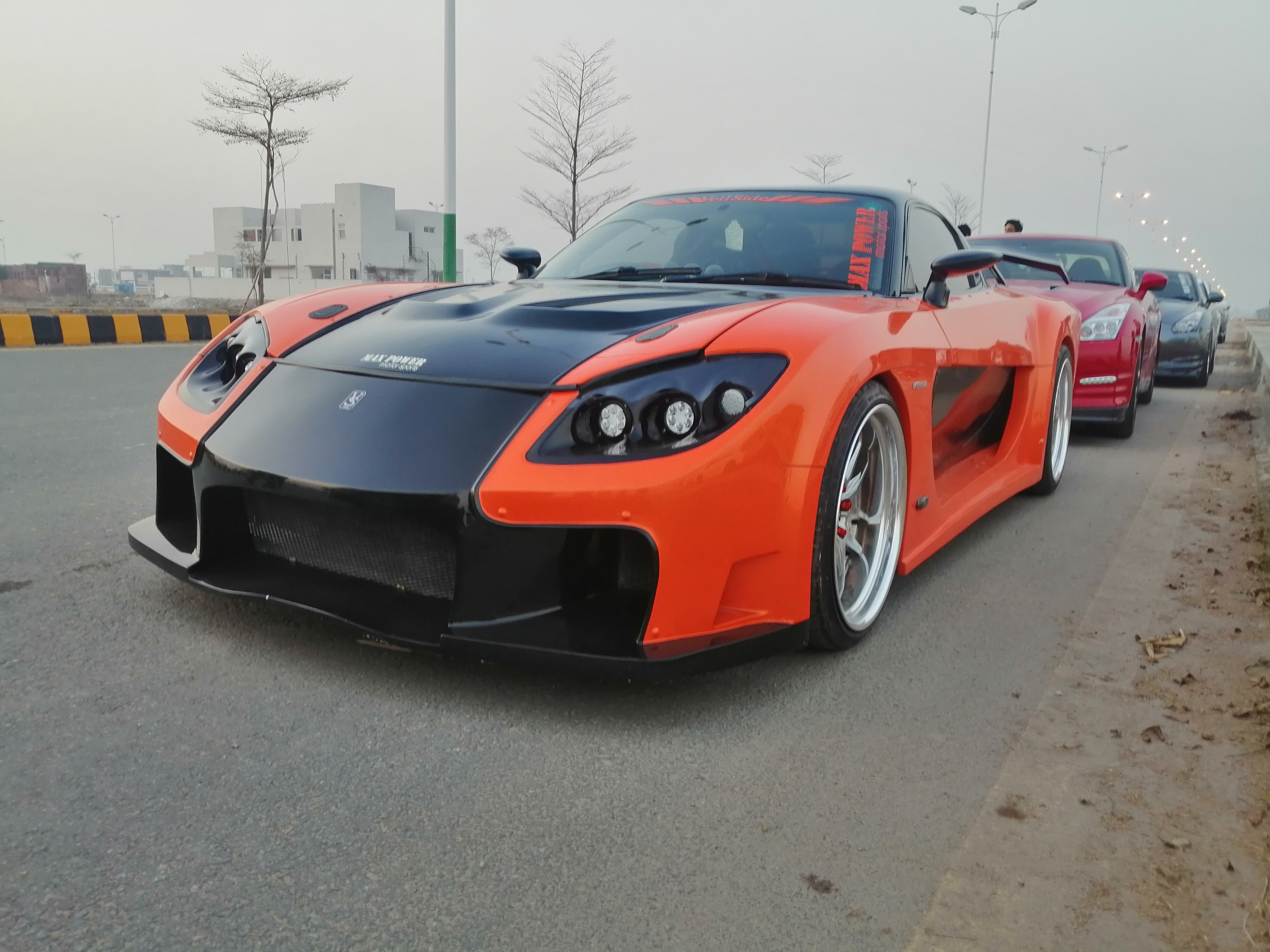
劇中で登場したハンのRX-7のレプリカ

- FD3S RX-7-VeilSide Fortune Model（1994年式） - ハンの愛車。ボディカラーはオレンジ／ピアノブラック。NOSシステムを搭載し、350馬力を発生。この車は映画制作側からの要望により撮影に先行して製作、公開されていた。改造マニアの車という設定で外観はルーフ以外手を加えられている[7]

中盤のカーチェイスの際、真横から後述のメルセデス・ベンツ Sクラスに衝突されて横転大破。ハンを乗せたまま流出したガソリンに引火、搭載していたNOSにより爆発・炎上する。
- SE3P RX-8（2006年式） - ニーラの車。ボディカラーは水色／黒。VeilSideエアロ装着。ホイールはRAYS製Volk Racing GT-AVを装着。当初大掛かりなアクションはしないとされていたが、設定の変更によりターボキットなどで約125馬力追加されたとのこと。
- CT9A ランサーエボリューションIX（2005年式） - ハンがショーンに与えた車。ボディカラーは赤／黒。駆動方式を4WDからFRに改造、APR Performance製のブーレイ顔のワイドボディキットの装着により、フロント周りはVIIIに近くなっている。APR Performanceコーポレートデザインのバイナルグラフィックを施している。ホイールはRAYS製G-Games 99Bを装着。

中盤カーチェイスの際に交差点でアリスト(或いは上記と別のレクサス・GS)にリアを追突され、路上駐車の車の列に突っ込む。乗り捨てたため、その後は警察に差し押さえられたと思われる。
尚、前作の件で三菱が介入したらしく撮影に使われた後返却され処分されたという。
- フォード・マスタング（1967年式） - ファストバックモデルで濃緑色に白レーシングストライプス。元はショーンの父親が米軍基地でガラクタの状態(エンジン無し)で拾ってきたものを自宅前のガレージに置いていた車両をタカシとの峠での最終決戦時に使用したショーンの車。パーツにはS15に搭載されていたRB26DETTとホイールを流用しており、車両製作シーンに使われたBGMのタイトルはそれを象徴するがごとく｢Mustang Nismo｣である。

バトル後はどうなったか不明だが、ショーンの父の自家用車になったと思われる。
- シボレー・モンテカルロ（1970年式） - サーフェイサー（クリーム）色に黒プライマー地のままのボンネットという下地の状態。アメリカにいたときのショーンの車。グッドイヤー製のスリックタイヤを履いている。

序盤でアメフト部のクレイとレースをするが、ゴール時に横転大破、警察の手でスクラップにされた。
- ダッジ・バイパー（2003年式） - 赤のコンバーチブル。クレイの車。序盤でショーンのモンテカルロと対戦、途中でモンテカルロに体当たりを仕掛けるが、スピンして土管と正面衝突する。
- プリムス・ロードランナー（1970年式、アメリカのピュアビジョン社制作のカスタムカー） - 銀色。ドミニクの車で愛称はHAMMER。インジェクション仕様8200cc。ラストシーンでショーンのS15と対戦する。
- フォルクスワーゲン・ゴルフ（2006年式） - DVD/Blu-ray版未公開映像のみ登場。銀色。レイコの車だが、未公開映像ではトゥインキーとレイコを挑発したアールをこの車のルーフに縛り付けながらトゥインキーが運転、建設中のショッピングセンターの中でドリフトをするシーンが収録されている。
- フォルクスワーゲン・トゥーラン（2006年式） - 緑。トゥインキーの車でハルクバンとも呼ばれる。その名の通り、外観はハルク仕様にカスタマイズされており、3列目のシートを取り外した代わりにスピーカーを多数搭載しており、スピーカーBOX（ウーファーエンクロージャー）に大切な物を隠している。また、前の席にハルク関連のフィギュアを置いてある。
- メルセデス・ベンツ・Sクラス（W140） - 黒。パチンコ前のシーンでは4人のヤクザが乗っており、カマタ組長が後部座席に座っていた。終盤、渋谷のカーチェイスシーンではハンのRX-7に横から衝突した銀色の個体も登場。後に6作目・EURO MISSIONにてデッカード・ショウが運転していたことが判明する。

背景に登場する車両
映画制作にあたり、アメリカ本土にてカーマニアの個人所有車両を集めてオーディションが行われた。クラッシュしたり、スタント上危険な位置に配する車以外の多くは個人所有のカスタムカーだった。
トヨタ
- YXS10型クラウンコンフォート - 黄、赤など。ショーンの乗っていたタクシー等で登場。
- T190G型カルディナ - 濃緑色。ショーンが乗っていたタクシーの後ろについて行った。
- E120G型カローラフィールダー - 赤。ショーンが乗っていたタクシーの対向車線で走っていた。
- NHW20型プリウス - 銀。これもショーンが乗っていたタクシーの対向車線で走っていた。
- 30型セルシオ - 白。ショーンが乗っていたタクシーの対向車線で停車していた。
- JZA80型スープラ - 黄。TRDエアロ装着。パーキングでリアビューだけ登場。
- JZZ30型ソアラ - 赤。パーキングで女性が掃除とエンジンを点検する。
- JZX100型チェイサー - オレンジイエロー／黒。パーキングシーンで水色のRX-7とドリフトをする。C-WEST製GTウイング、RAYS・Volk Racing GT-V、純正オプションエアロ装着。埠頭のシーンでも登場しているためオールデンの愛車と思われる。
- bB - 黒。パーキングシーンで登場している。また、序盤ではカーボンボンネットを装着された白がパーキングで登場。さらに中盤のカーチェイスでも登場し、サーフェイス色のがZ33とGSの衝突の際、GSのリアに避けきれずぶつかる。
- SW20型MR2 - 銀。パーキングシーンで登場。
- ZZW30型MR-S - 青。パーキングシーンで登場。
- AE86型カローラGT-S - 白。AE86の北米仕様。パーキングでモリモトとショーンのバトルのときに登場。ハンとタカシの会話よりハンの所有物（1986年型）と思われる。
- ハリアー - 黒。熊の刺青の男のシーン後の首都高のシーンでハンとショーンが乗るRX-7が抜いていった。
- エスティマ - 銀色。パチンコ店のシーン後の首都高のシーンでハンのRX-7の対向車線で前のトラックについて行った。
- S170型クラウン - 白／黒の警視庁のパトカー。首都高のシーン。速度取り締まり中にショーンが運転するハンのRX-7のスピードを計測するが、追跡はしなかった。
- アイシス - 白。これも中盤のカーチェイスで登場。
- ポルテ - 白。中盤のカーチェイス時でランエボが大衆に突っ込む直前に登場。
- レクサス・GS（JZS16系アリストのレクサスブランド版） - 緑。ショーン達を追っていたモリモトのZ33と正面衝突する。また、別のJZS16系（アリストかGSかは不明だが両車両とも同じ社外ホイールの為、ランエボのシーン撮影後損傷が少ないのでZ33との正面衝突を撮影したと思われる。これも緑）がショーンのランエボの左リアフェンダーに突っ込むシーンもある。

日産
- U14ブルーバード - 灰。上記のカルディナの後ろについていった。
- フェアレディZ
  - S130型 - 白。ショーンが乗っていたタクシーと同じ車線上に停車していた。
  - Z33型 - 銀・黒(ロードスター)や青や銀、白(クーペ)。パーキングや中盤のカーチェイスシーンで登場。何故かロードスター仕様にはフロントナンバーが無い。
- スカイライン
  - V35型 - 銀のセダン。パーキングに入る前のトゥインキーのトゥーランの前を走っていた。
  - V35型インフィニティ・G35 - 青やオレンジのクーペ。パーキングのシーンで登場。
  - ER34型 - 紫のセダン。パーキングで上記とは別の女性がエンジンを点検している。
  - BCNR33型GT-R - パーキングシーンや峠道のドリフトシーンで青い個体が登場。また、銀／青で女性2人が乗車する車の周りをハンのRX-7がドリフトする。
  - BNR34型GT-R - パーキングシーンで銀色が登場。また、首都高でベイサイドブルーがハンとショーンが乗るRX-7に追い抜かれる。パーキングでは、マジョーラカラー（紫）がエンジンを点検されている。
- シルビア系
  - PS13型 - 黄他。パーキングのシーン等で背景に登場。埠頭のシーンで登場したダークブルーのC-WEST仕様がアールの愛車と思われる。
  - S15型 - パーキングシーンや峠道のドリフトシーンで登場。
  - RPS13型180SX - 赤や青他。上述のチェイサーとFD3Sとのドリフトシーンの背景に青色、峠道でのドリフトシーンではS15フェイスと思われるシグナルオート仕様の赤色の個体が登場。
  - RPS13型シルエイティ - 緑他。パーキングのシーンやディスコなどで登場。
  - PS13型シルエイティ - パーキングのシーンで登場。
- セフィーロ
  - A31型 - 白。ハンのRX-7のクラッシュ時に奥に停車してあった。
  - A32型 - 紺色等。上記同様、中盤のカーチェイスで登場。
- Y31型セドリック - タクシー。白、黄など。中盤のカーチェイスシーンで登場。
- N14型パルサー - 黒。これも中盤のカーチェイスシーンで登場。
- K11型マーチ・ボレロ - 濃緑色。中盤のカーチェイスやマスタングの整備シーンで工場前で登場。
- フィガロ - エメラルドが中盤のカーチェイスで登場。また、黄緑が最終決戦の時に登場。
- マキシマ - 中盤カーチェイスシーンに登場。日本未発売車種の為不自然。
- F50型シーマ或いはF50型Q45 - 黒、パーキングシーンに登場。

ホンダ
- ステップワゴン - 白。これもタクシーの対向車線で停車していた。
- AP1型S2000 - 赤・白、RS＊R仕様。パーキングシーンで登場。他に黄・青のveilsideエアロ装着モデルがパーキングに登場。
- NA2型NSX - 白のタイプR仕様（しかし、サイドにウインカーがあるため、アキュラベースと思われる）と黄のVeilSide Fortune Modelがパーキングやハンの自動車工場のシーン等で登場。
- EK9型シビック - 白(タイプR)。パーキングでのレースシーンでショーンが乗るS15がクラッシュした奥に停車されていた。
- キャパ - 赤。GT-Rを抜かした後にRX-7の対向車線で登場。
- アクティ - 白の軽トラック。これも魚市場前に停まっていた。
- UA型インスパイア - 水色。Z33とGSのクラッシュの際に巻き添えになった。

マツダ
- AZ-1 - 黄。パーキングシーンで登場。
- FD3S型RX-7 - 水色（C-WEST仕様）他。パーキングシーンや峠道でのドリフトシーン、上述のチェイサーとドリフトするシーンではファルケン仕様のも登場。ショーンとタカシの最終決戦時、ゴール地点のふもとに居るタカシ側にD1-GPのAPEX仕様が確認される（ただしレプリカ）。
- ミレーニア - 黄他。パーキングシーンで登場。
- ファミリア/プロテージ
  - BJ型 - 黄色および灰色が中盤のカーチェイスで登場。また、ショーンとタカシの最終決戦時に、タカシのZ33がヘアピンのアウト側に止まっていた銀色のファミリアにリアをぶつける。テールランプの形状から北米仕様のProtege。
  - シルバー(プロテージ)：ハンのFD炎上シーンに止まっている。
- SE3P型RX-8 - 赤。エアロパーツなどの装着はなく、ノーマルのままの状態。上記GSとZ33とフォレスターのクラッシュに突っ込む。
- 626(日本名クロノス) - 灰色、黄色。中盤カーチェイスに登場。1台はランエボに突っ込む。北米仕様の為設定上不自然。
- 626(日本名カペラ) - 黄色・水色。中盤カーチェイスに登場。こちらも北米仕様なので不自然。また序盤のタカシとのバトルの際にショーンが運転するS15にぶつかりフロントスポイラーが外れる場面がある（その時なぜかD1GPのロゴが貼られている）。

三菱
- CP9A型ランサーエボリューションVI - 黄。パーキングシーンで登場。
- ギャラン - 藤色（薄紫）等。これも中盤のカーチェイスシーンで登場。北米仕様の為設定上不自然。

スバル
- GD型インプレッサWRX - 赤や白。パーキングシーンで登場。
- レックス - 黒。これも魚市場前に停まっていた。
- SF型フォレスター - 濃緑色。上記のGSの衝突後に一緒にクラッシュ。左ハンドル、なぜか緑ナンバー。
- BP型レガシイ - 赤。最終バトル時に登場。
- サンバー - 濃緑/銀(ディアスとバン・5代目)と白(トラック・4代目)。R33の周りをドリフトするシーンと中盤のカーチェイスに登場。

スズキ
- アルト - 白。これもショーンが乗っていたタクシーと同じ車線上に停車していた。
- キャリイ - アイボリー色。背景に登場する。
- MC型ワゴンR - 濃緑色。ハンの自動車工場前の魚市場前に駐車してあった。

その他日本車
- ミラ - 銀。トゥインキーのトゥーランを出すときにその前を横切った。
- エルフ - 青の小型トラック。これも魚市場前に停まっていた。

BMW
- E39系BMW・5シリーズ - 黒。渋谷スクランブル交差点進入前の対向車線で走行していたのとクラッシュしたRX-7のそばで停まっていた。
- BMWミニ - 灰色。これもショーンとアメフト部選手の言い合いのときに登場。
- BMW・Z4 - 灰。ショーンのモンテカルロとクレイのバイパーの対決のスタート前に登場。

VW
- フォルクスワーゲン・トゥアレグ - 灰色。カスタムバイクより後に登場する。
- フォルクスワーゲン・ゴルフ - 赤。中盤のカーチェイスで登場。

ポルシェ
- 964型ポルシェ911 - 銀色。トゥインキーのトゥーランを停めているゴンドラ型駐車場で後ろ向きで登場。
- 987系ポルシェボクスター - 黄。これもゴンドラ型駐車場で登場。

その他欧州車
- ロータス・エリーゼ（フェイズII） - 赤。これもゴンドラ型駐車場で登場。
- TVR・タスカン - 黒。これもゴンドラ型駐車場で登場。

フォード
- フォード・マスタング - 黒のオープン等。ショーンとアメフト部選手の言い合いのときに登場。

GM
- ハマー・H3 - 赤。Z4より後に登場し、その後で黄色のカスタムバイクが登場する。
- シボレー・アストロ - 茶。パーキングシーンで登場。
- C5シボレー・コルベット（C5） - 黄や赤。パーキングシーンで登場。

クライスラー
- ダッジ・ラム - 黒・白。黒はショーンとクレイとの対決の際にギャラリーを乗せてレースを観戦。白は中盤のカーチェイスの時背景に登場。
- クライスラー・クロスファイア - 灰。ショーンのモンテカルロが横転した時に登場。

未公開シーンに登場
- トヨタ・プラッツ - 未公開シーンのガソリンスタンドシーンで登場。

## 撮影
非常に多くの車両が登場する。また、説明以外の場所でも登場しているものが多い。また日本が舞台ということで日本車を起用したものの、レースシーンなどのスタント撮影はアメリカで行われているため、上述通り日本では販売されていない日本ブランドの北米専用車が使用されている。
日本のナンバープレートの規定が理解されないまま車両製作されたため、ナンバープレートに誤った点や間違いが目立つ。例としてCT9AランエボやZ33、GT-R等は本来3ナンバー（普通乗用）が取り付けられるべきであったが、なぜか1ナンバー（トラック等の大型貨物）や4ナンバー（小型貨物）、5ナンバー（小型乗用）と表記されている（5ナンバーでも同様に逆のケースもあり）。またエキストラとして出てくる軽四のナンバープレートは本来は黄色（自家用）又は黒（営業用）が付くはずなのだが、白色のものが付けられている。
細かい点では書体や数字桁数（本来、中黒（・）であるべきところがゼロ（0）になっている）など。
ただし、ゴンドラ型駐車場シーンで登場するポルシェ・911とロータス・エリーゼ、カーチェイスシーンでモリモトのZ33と正面衝突したレクサス・GSやそのクラッシュの巻き添えになってしまったスバル・フォレスター、マツダ・RX-8等、よく見ると何故か正式なナンバープレートが装着されているエキストラ用の車も劇中で確認できる。
撮影機材車としては、ハイスピードでカーチェイスの追跡や先行するためにレーシングカートを改造したカメラカーや、ポルシェ・カイエンをベースにしたカメラカーが製作使用された。
東京撮影はゲリラライブであり、実際に逮捕された。逮捕される要員の影武者を雇っていた。

## テレビ放映
| 回数 | 放送局     | 番組名             | 放送日        | 放送時間      | 放送分数 | 吹替版   | 平均世帯 視聴率 |
| ---- | ---------- | ------------------ | ------------- | ------------- | -------- | -------- | --------------- |
| 1    | TBS        | 水曜プレミア       | 2013年7月3日  | 21:00 - 22:54 | 114分    | ソフト版 | 8.2%            |
| 2    | テレビ東京 | 午後のロードショー | 2017年3月24日 | 13:50 - 15:55 | 125分    | ソフト版 |                 |
| 3    | テレビ東京 | 午後のロードショー | 2022年2月15日 | 13:40 - 15:40 | 120分    | ソフト版 |                 |
| 4    | テレビ東京 | サタ☆シネ          | 2025年1月12日 | 2:45 - 4:35   | 110分    | ソフト版 | 0.7%            |

## サウンドトラック
- TOKYO DRIFT（TERIYAKI BOYZ）
  - RIP SLYMEからILMARI、RYO-Z。m-floのVERBAL、WISEそしてプロデュースも務めたDJ NIGO。この5人からなるのがこのTERIYAKI BOYZ。3作目となる「ワイルドスピードX3」のメインサウンドとなっている。「TOKYO DRIFT」の他、1stアルバム「BEEF or CHICKEN」、「THE OFFICIALデリバリイッチョウDVD」といった作品も出している。